# Standardpotential
Unter dem Standardpotential eines Redoxpaares versteht man die maximal messbare elektrische Spannung zwischen einer Normal-Wasserstoffelektrode und der Halbzelle jenes Redoxpaares unter Standardbedingungen und unter der Voraussetzung, dass zwischen beiden Halbzellen kein Strom fließt, also bei einer Stromstärke von {\displaystyle I=0} (elektrochemisches Gleichgewicht).
Zur Messung eines Standardpotentials kann z. B. eine poggendorffsche Kompensationsmethode verwendet werden. Auch die Messung mit einem hochohmigen Spannungsmesser ist möglich, wobei hierbei je nach Innenwiderstand wegen {\displaystyle I>0} eine Messabweichung in Kauf genommen werden muss.
Die nach Größe geordnete Tabellierung der Standardpotentiale ergibt die elektrochemische Spannungsreihe.: je höher der Wert des jeweiligen Standardpotentials, als desto edler wird das jeweilige Element bzw. die jeweilige Halbzelle bezeichnet.